# Scott Valley
 (décembre 2023).
Si vous disposez d'ouvrages ou d'articles de référence ou si vous connaissez des sites web de qualité traitant du thème abordé ici, merci de compléter l'article en donnant les références utiles à sa vérifiabilité et en les liant à la section « Notes et références ».

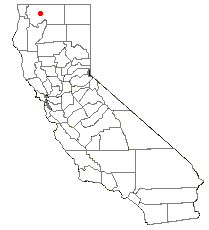
Localisation de Scott Valley en Californie.

La Scott Valley est une grande région rurale et pittoresque de l'ouest du Comté de Siskiyou, au nord de la Californie.
Elle est connue pour le panorama qu'elle offre sur les Marble Mountains, ses ranchs  et son patrimoine historique en tant qu'ancienne région minière datant de la ruée vers l'or en Californie.